# 다닐료 두키
다닐료 하이문두 두키(네덜란드어: Danilho Raimundo Doekhi, 1998년 6월 30일 ~ )는 네덜란드의 축구 선수이다. 그의 포지션은 중앙 수비수로, 현재 독일 분데스리가의 우니온 베를린에서 활약하고 있다.

## 클럽 경력
엑셀시오르 유소년 팀 출신인 두키는 2016년 3월 6일, 2-0으로 패한 AZ와의 원정 경기에서 81분에 스탠리 엘버스와 교체 투입되어 에레디비시 데뷔전을 치렀다. 2016년 7월, 그는 AFC 아약스 유소년 팀으로 이적했다.
2017년 2월 17일, 두키는 3-2로 이긴 아킬레스 '29와의 원정 경기에서 95분에 레옹 베르흐스마와 교체 투입되어 용 아약스 소속으로 에이르스터 디비시 데뷔전을 치렀다.
두키는 2-1로 이긴 SC 캄뷔르와의 새 시즌 첫 경기에서 용 아약스 소속으로 첫 리그 선발 출장을 하였다. 이후 포르튀나 시타르트와 용 PSV를 상대로 두 차례 더 선발 출장한 후, 9월과 10월 대부분의 기간 동안 후보 선수와 선발 선수로 번갈아가며 뛰었다. 고 어헤드 이글스와의 경기에서 교체 선수로 출장한 후, 두키는 용 아약스에서 꾸준히 선발로 출장하며, 17경기 중 16경기를 선발로 출장해 그 중 14경기에서 풀타임을 소화했다.
2018년 7월 4일, 두키는 에레디비시의 피테서와 4년 계약을 맺고 이적하였다.
2022년 5월 16일, 두키는 독일 분데스리가의 우니온 베를린과 계약을 맺고 이적하였다.

## 사생활
아르헨티나와 잉글랜드의 1998년 FIFA 월드컵 경기 중에 태어난 그의 부모는 브라질 국가대표 축구 선수 하이문두 소자 비에이라 지 올리베이라의 이름을 따서 하이문두라는 이름을 지어주었다. 그는 전 네덜란드 축구 국가대표팀 선수 윈스턴 보하르더의 조카이며, 네덜란드와 수리남 혼혈이다.

## 수상 내역
용 아약스
- 에이르스터 디비시: 2017–18